# Vitry-sur-Orne
 Vitry-sur-Orne  es una población y comuna francesa, en la región de Lorena, departamento de Mosela, en el distrito de Thionville-Ouest y cantón de Moyeuvre-Grande.

## Demografía
| 2973 | 2708 | 2671 | 2512 | 2369 | 2332 |
| Para los censos de 1962 a 1999 la población legal corresponde a la población sin duplicidades (Fuente: INSEE [Consultar]) |      |      |      |      |      |